# Supervisore agli effetti speciali
Il supervisore agli effetti speciali (anche detto coordinatore degli effetti speciali o Supervisore SFX) è una persona che crea effetti speciali per pubblicità, teatro, televisione, cinema e concerti. Il supervisore è generalmente il capo del reparto degli effetti speciali che risponde direttamente al regista e/o ai produttori del film e che si occupa di tutta la squadra degli effetti speciali. Gli effetti speciali (anche detti Effetti fisici o meccanici), includono tutto quello che viene manualmente o meccanicamente manipolato. Questi possono includere l'uso di materiale di scena meccanizzato, trucco, scenari, miniature, effetti pirotecnici, getti di Co2, spari di coriandoli o stelle filanti, effetti atomosferici, come la creazione di vento, pioggia, fumo, neve, nuvole ecc.
Gli effetti speciali (SFX) o (SPFX) sono utilizzati direttamente sul set, al contrario degli effetti visivi (VFX) che sono creati durante la fase di post-produzione. Negli ultimi anni, gli effetti speciali fisici sono stati ampiamente oscurati dagli effetti che usano la computer-generated imagery (CGI) creati in post-produzione.
Fra gli effetti speciali, rientrano le esplosioni, gli inseguimenti e gli incidenti d'auto, le sparatorie, i terremoti, le protesi, le miniature, neve e pioggia.
Il tecnico degli effetti speciali è una persona che lavora nel reparto effetti speciali sotto il supervisore agli effetti speciali, ed è responsabile per la creazione e l'assistenza agli effetti speciali. Le principali case di produzione cinematografiche possono avere molti tecnici degli effetti speciali. In passato il ruolo del supervisore agli effetti speciali ed il tecnico degli effetti speciali era dedicato quasi esclusivamente al cinema e teatro. Oggi con l'aumento della spettacolarizzazione le figure professionali addette agli effetti speciali sono largamente utilizzate sempre più in concerti, televisione, eventi celebrativi, premiazioni sportive. Un buon tecnico degli effetti speciali deve avere nozioni avanzate di pneumatica, idraulica, pirotecnica, elettronica, metalmeccanica e fluidodinamica.